# Hannah Montana & Miley Cyrus: Best of Both Worlds Concert
Hannah Montana & Miley Cyrus: Best of Both Worlds Concert is een Amerikaanse film uit 2008. De film toont Miley Cyrus samen met de Jonas Brothers op hun Best of Both Worlds Tour waarbij Miley Cyrus telkens als Hannah Montana optreedt. De film bestaat uit clips van hun optreden in Salt Lake City en behind-the-scene clips. De film heeft echter geen verband met de serie van Hannah Montana en wordt als documentaire vertoond. De DVD is verkrijgbaar sinds 28 november 2008.

## Cast
- Miley Cyrus als zichzelf / Hannah Montana
- Jonas Brothers als zichzelf
  - Nick
  - Kevin
  - Joe
- Kenny Ortega als zichzelf
- Billy Ray Cyrus zichzelf

## Muziek
Hannah Montana
1. "Rock Star"
2. "Life's What You Make It"
3. "Just Like You"
4. "Nobody's Perfect"
5. Pumpin' Up the Party
6. "I Got Nerve"
7. "We Got the Party" (feat. Jonas Brothers)

Jonas Brothers
1. "When You Look Me in the Eyes"
2. "Year 3000"

Miley Cyrus
1. "Start All Over"
2. "Good And Broken"(Dit liedje komt alleen voor op de CD, niet op de DVD)
3. "See You Again"
4. "Let's Dance"
5. "I Miss You"
6. "G.N.O. (Girl's Night Out)"
7. "Best of Both Worlds" (feat. Hannah Montana)